# Fabienne Reuteler
Fabienne Reuteler (n. 2 septembrie 1979, Fällanden⁠(d), cantonul Zürich, Elveția) este o sportivă ce a reprezentat Elveția, medaliată olimpică. A participat la o ediție a Jocurilor Olimpice (2002) în care a câștigat o medalie de bronz.

## Participări
Lista de mai jos prezintă principalele competiții la care a participat Fabienne Reuteler de-a lungul carierei.
- snowboarding at the 2002 Winter Olympics – women's halfpipe[*]